# 杨佑之
杨佑之（1893年—1971年），原名德宽，男，祖籍湖南长沙，生于江苏南京，中国会计学家、教育家，曾任四川财经学院教授。